# Дамаскин (Карпафакис)
Митрополи́т Дамаски́н (греч. Μητροπολίτης Δαμασκηνός, в миру Мина́с Карпафа́кис греч. Μηνάς Καρπαθάκης; род. 10 августа 1959, Афины) — епископ Элладской православной церкви (формально также Константинопольской православной церкви), митрополит Дидимотихский, Орестиадский и Суфлийский (с 2009).

## Биография
Родился 10 августа 1959 года в Афинах. Учился в школе в Неа-Змирни (Πρότυπο Ευαγγελική Σχολή Νέας Σμύρνης).
Изучал право в Афинском университете, а также посещал курсы в богословском институте того же университета. Имеет степень магистра права и после окончания университета занимался юридической практикой около двух лет.
1 февраля 1985 года был пострижен в монашество в монастыре Петраки.
23 марта 1985 года митрополитом Мегарским Варфоломеем (Кацурисом) был рукоположен в сан иеродиакона.
14 сентября 1987 года архиепископом Афинским и всея Эллады Серафимом (Тикасом) был рукоположен в сан иеромонаха. Служил в храме Живоносного источника на улице Акадимиас в Афинах, а также с 1985 по 1990 год был секретарём Священного синода (с 1990 по 1998 год — главным секретарём).
25 января 1995 года был избран для рукоположения в сан епископа Диавлийского, викария Афинской архиепископии. 27 января 1995 года состоялась его архиерейская хиротония, которую совершил митрополит Драмский Дионисий (Кирацос) с другими иерархами.
12 октября 2009 года Священным синодом иерархии Элладской православной церкви (43 голосами из 77) был избран митрополитом Дидимотихским, Орестиадским и Суфлийским. Интронизация состоялась 19 ноября в соборе города Дидимотихон.
Вошёл в «Список сослуживших с украинскими раскольниками иерархов Элладской Православной Церкви», распространённый циркулярным письмом Московской патриархии 8 ноября 2022 года, «с кем не благословляется молитвенное и евхаристическое общение и в епархии которых также не благословляется совершение паломнических поездок».

## Награды
- Сретенский орден II степени (2024 год, Сербия)[5].